# Ạ
La  A con punto debajo (Ạ, en minúscula: ạ)  es una forma especializada de la letra "A", es una letra que pertenece al alfabeto latino, pero con un punto debajo como diacrítico. Este tipo de letra se utiliza en algunos idiomas, como el vietnamita o el igbo, para representar sonidos específicos.
En igbo, un idioma de la familia nigerocongolesa  hablado principalmente en Nigeria, el símbolo "ạ" (con el punto debajo) se usa para representar una vocal cerrada baja en algunas transcripciones fonéticas.
En vietnamita, el punto debajo de una vocal, como en "ạ", tiene un propósito tonal. El sistema tonal del vietnamita es complejo, y el punto debajo se utiliza para representar un tono específico.

## Codificación digital
| Carácter     | Ạ                                     | Ạ                                     | ạ                                           | ạ                                           |
| ------------ | ------------------------------------- | ------------------------------------- | ------------------------------------------- | ------------------------------------------- |
| Unicode      | LATIN CAPITAL LETTER A WITH DOT BELOW | LATIN CAPITAL LETTER A WITH DOT BELOW | LATIN SMALL CAPITAL LETTER A WITH DOT BELOW | LATIN SMALL CAPITAL LETTER A WITH DOT BELOW |
| Codificacion | decimal                               | hex                                   | decimal                                     | hex                                         |
| Unicode      | 7840                                  | U+1EA0                                | 7840                                        | U+1EA1                                      |
| UTF-8        | 7840                                  | 0x1EA0                                | 7841                                        | 0x1EA1                                      |
| Ref.Numerica | &#7840;                               | &#x1EA0;                              | &#7841;                                     | &#x1EA1;                                    |